# أسطول الحرية لغزة 2024
أسطول الحرية لغزة 2024 كان جهدًا إغاثيًا إنسانيًا دوليًا نظمته تحالف أسطول الحرية. في أبريل 2024 كان الهدف هو توصيل المساعدات إلى قطاع غزة من تركيا أثناء حرب غزة والمجاعة في قطاع غزة. سافر ناشطون من الولايات المتحدة إلى تركيا بهدف الانضمام إلى الأسطول.
وفقًا لمنظميها، ضم تحالف أسطول الحرية هيئة الإغاثة الإنسانية وحقوق الإنسان والحريات، وهي منظمة غير حكومية محافظة مرتبطة بالحكومة التركية، والتي كان العديد من المشاركين منتمين إليها. وذكرت بعض وسائل الإعلام الإسرائيلية أن الأسطول يخضع لإشراف هيئة الإغاثة الإنسانية التركية (İHH). وقال رئيس هيئة الإغاثة الإنسانية التركية فهمي بولنت يلدريم في مؤتمر صحفي إن القافلة التي تضم سفناً من تركيا ولبنان وليبيا، من المقرر أن ترسو في البداية في مدينة العريش المصرية قبل التوجه إلى رفح. وذكرت صحيفة يديعوت أحرونوت أن المبادرة حصلت على الضوء الأخضر من السلطات التركية، بمشاركة رئيس الاستخبارات التركية في ترتيبها.
وقد تأخرت مغادرة الأسطول مرارا وتكرارا، حيث كان من المقرر أن تغادر في 26 أبريل. وقال المنظمون إن الأسطول لم يتمكن من المغادرة في ذلك اليوم لأن إسرائيل كانت تضغط على غينيا بيساو لسحب العلم من إحدى السفن في الأسطول، كما ذكروا أيضًا أن الولايات المتحدة والمملكة المتحدة وألمانيا كانت تحاول الضغط على تركيا لمنع السفينة من المغادرة.